# Ekiti
Cet article concerne la zone de gouvernement local. Pour l’État, voir État d'Ekiti.
Ekiti est une zone de gouvernement local de l'État de Kwara au Nigeria,.

## Source
- (en) Cet article est partiellement ou en totalité issu de l’article de Wikipédia en anglais intitulé « Ekiti, Kwara » (voir la liste des auteurs).